# Uniwersytet Techniczny Mołdawii
Uniwersytet Techniczny Mołdawii (rum. Universitatea Tehnică a Moldovei) – mołdawska publiczna uczelnia wyższa, zlokalizowana w Kiszyniowie. 
Uczelnia została założona w 1964 roku jako Instytut Politechniczny. Jej kadrę naukowo-dydaktyczną stanowili specjaliści przeniesieni z Państwowego Uniwersytetu Mołdawskiego. W pierwszym roku działalności na pięciu wydziałach Instytutu (Elektrotechniki, Mechaniki, Technologii, Budownictwa i Ekonomii) studiowało 5140 studentów. W 1993 roku Instytut Politechniczny został przekształcony w Uniwersytet Techniczny Mołdawii.

## Struktura organizacyjna
- Wydział Energetyki i Elektrotechniki. Założony w 1963 roku jako Wydział Elektrotechniki na Państwowym Uniwersytecie Mołdawskim, w latach 1967-2014 funkcjonował jako Wydział Energetyki, a w 2014 roku zmienił nazwę na Wydział Energetyki i Elektrotechniki
- Wydział Inżynierii Mechanicznej i Transportu. Założony 30 kwietnia 1964 na Instytucie Politechnicznym, w 1993 roku podzielony na dwie niezależne jednostki, które w 2014 roku połączono pod obecną nazwą.

- Wydział Elektroniki i Telekomunikacji. 4 czerwca 1987 z Wydziału Elektrofizyki został wydzielony Wydział Radioelektroniki. W 2014 został on przemianowany na Wydział Inżynierii i Zarządzania w Elektronice i Telekomunikacji, a w 2017 w Wydział Elektroniki i Telekomunikacji.

- Wydział Komputerów, Informatyki i Mikroelektroniki. Prekursorem wydziału była specjalność Automatyka i Telemechanika, utworzona w 1959 roku na Państwowym Uniwersytecie Mołdawskim, a następnie przeniesiona do Instytutu Politechnicznego. W 1967 roku powstał Wydział Elektrofizyki, z którego w 1987 roku wydzielono Wydział Radioelektroniki. Pod obecną nazwą wydział funkcjonuje od 1994 roku

- Wydział Technologii Żywności. W 1959 na Wydziale Chemii Państwowego Uniwersytetu Mołdawskiego utworzono specjalizację chemii przemysłowej (obejmującą przemysł spożywczy). Na jej bazie powstał Wydział Technologii Instytutu Politechnicznego, który w 1996 przemianowano na Wydział Technologii i Zarządzania w Przemyśle Spożywczym, a w 2016 roku na Wydział Technologii Żywności.

- Wydział Włókiennictwa i Poligrafii.  W 1989 roku na Wydziale Technologii rozpoczęto kształcenie inżynierów o specjalizacji technologia przemysłu lekkiego. Osobny wydział powstał 1 lutego 1995, początkowo pod nazwą Wydział Przemysłu Włókienniczego

- Wydział Architektury i Urbanistyki. Wydział założony w 1959 roku na Państwowym Uniwersytecie Mołdawskim. Po utworzeniu Instytutu Politechnicznego funkcjonował jako Wydział Inżynierii Lądowej.

- Wydział Budownictwa, Geodezji i Katastru.  Utworzony w 1959 roku na Państwowym Uniwersytecie Mołdawskim jako Wydział Inżynieryjno-Techniczny, na Instytucie Politechnicznym początkowo funkcjonował jako Wydział Budownictwa.

- Wydział Inżynierii Ekonomicznej i Biznesu. Założony 2 grudnia 2003 jako Wydział Ekonomii i Biznesu, obecną nazwę przyjął rok później.

## Źródła
- Historia na stronie uczelni